# Fratelli Guzzini
Fratelli Guzzini S.p.A. è un'azienda italiana produttrice di articoli di design per la tavola, la cucina e l'arredo in materiale plastico pregiato, fondata da Enrico Guzzini a Recanati nel 1912.

## Storia
La storia di Fratelli Guzzini inizia tra il 1911 e il 1912, quando Enrico Guzzini, al rientro da un viaggio in Argentina, inizia a produrre articoli in corno di bue come tabacchiere, pettini, calzascarpe e posate da insalata.
Figlio di un mezzadro della famiglia Leopardi, nel 1906 Enrico Guzzini era emigrato in Argentina per ricongiungersi al fratello Giuseppe, partito pochi mesi prima in seguito al fallimento del suo laboratorio per la fabbricazione di pipe in radica. A Buenos Aires Guzzini ritrova anche il figlio primogenito Ubaldo, da lui stesso affidato a Giuseppe perché impari, nella bottega che questi apre Oltreoceano, l'arte della lavorazione del corno, materia prima largamente impiegata a Recanati sin dalla prima metà dell'Ottocento per la produzione dei pettini.
Tornato a Recanati nel maggio 1911, nel 1912 Enrico decide di avviare un laboratorio per la fabbricazione di articoli per fumatori. Costruisce da sé alcuni degli attrezzi di lavoro, altri li riceve da un amico, produttore di pettini, che gli fornisce anche i primi pezzi di corno.
Il vitello e i conigli che Guzzini alleva all'interno del piccolo opificio – sessanta metri quadrati sottratti alla propria abitazione – testimoniano il resistente rapporto che lega, nel suo come in molti altri casi nell'Italia centrale del tempo, il mondo contadino all'attività manifatturiera. Ugualmente esemplare è il ruolo rivestito dalla famiglia: nella bottega trovano infatti posto, via via, i tre figli maschi rimasti in Italia (Pierino, Mariano, Silvio), mentre sua moglie contribuisce al bilancio coltivando il terreno intorno alla casa, aprendo un piccolo negozio di alimentari al pianterreno e allevando i bachi da seta, poi venduti a una filanda vicina. In questa fase Guzzini non dispone di una rete distributiva, e tantomeno possiede le competenze per allestirne una; affida dunque la commercializzazione dei suoi prodotti a una ditta locale, quella dei fratelli Capodaglio, che si occupa principalmente della fabbricazione e dello smercio di pettini.
Fino al primo dopoguerra il laboratorio conserva un'organizzazione artigianale e i prodotti si allineano ai più tradizionali articoli in corno per fumatori prodotti nella regione. I primi elementi di novità si osservano intorno alla metà degli anni venti e coincidono con l'ingresso in azienda di Pierino Guzzini. Secondogenito, aveva abbandonato la giovanile vocazione religiosa e, al termine del primo conflitto mondiale, aveva lavorato fra l'altro presso l'opificio di un cugino, fabbricante di pipe, da cui aveva mutuato l'idea di impiegare il corno per costruire non solo tabacchiere, ma anche calzascarpe e posate per insalata. Enrico Guzzini si lascia convincere dal figlio Pierino ad ampliare la gamma dei prodotti e a utilizzare 3.000 lire attinte ai risparmi di famiglia – in linea con la prassi dell'autofinanziamento che fra XIX e XX secolo presiede alle iniziative imprenditoriali della Terza Italia – nell'acquisto di nuove macchine. In breve tempo, mentre la giornata di lavoro si riduce da 12 a otto ore, il volume della produzione triplica.
Nel 1929 i Guzzini assumono il loro primo agente di commercio, un rappresentante bolognese che nel volgere di poche settimane fa giungere numerosi ordini provenienti dall'Italia centro-settentrionale. Il brusco calo della domanda avvertito durante la grande depressione degli anni trenta sollecita la ditta recanatese a un'ulteriore diversificazione produttiva, cui si accompagna l'inedito impiego di un materiale economico ottenuto con i sottoprodotti del latte (la galalite), che permette di contenere i costi e dunque di moderare i prezzi di vendita delle posate. Nello stesso periodo l'imprenditore affida definitivamente la ditta – giunta a contare una ventina di addetti – ai figli Pierino e Mariano, che spostano la sede produttiva in uno stabilimento più ampio e ne modificano la ragione sociale prima in P.M. Guzzini, poi (con l'ingresso, nel 1938, del fratello Silvio) in P.M.S. Guzzini, e infine, nel 1940, in Fratelli Guzzini.
L'adozione del metacrilato detto plexiglas, intrapresa già alla vigilia della seconda guerra mondiale nel 1938 e rinnovata nella fase postbellica, segna il definitivo decollo dell'impresa.
Viene applicata la tecnica dello stampaggio ad aria compressa. L'azienda dà inizio alla lavorazione in serie di oggetti di varie tipologie, come mestoli, tazze, tazzine, formaggiere, insalatiere. Di quel periodo sono la tazza e il piatto decorati con i primi soggetti della Walt Disney.
Nel 1953 l'azienda acquisisce la tecnologia per la produzione delle lastre colate e dal monocolore si passa al bicolore. È proprio nei primi anni cinquanta che Giovanni e Raimondo Guzzini creano l'attuale serie Vintage.
Nel 1958 l'azienda deposita il brevetto internazionale denominato Doppiato. Nel corso degli anni cinquanta viene introdotta una piccola pressa ad iniezione per rispondere al fabbisogno di oggetti come bicchieri e cucchiaini da bibita, difficilmente riproducibili in lastra.
Le presse ad iniezione automatizzate degli anni sessanta consentono lo stampaggio dei granuli termoplastici, tecnologia che porta la Guzzini ad abbandonare gradualmente una cultura semiartigianale per la produzione seriale su vasta scala.

## Prodotti

### 1912 – Oggetti in corno
Tabacchiera rettangolare: Oggetto con cui ha inizio l'attività dell'azienda. Contenitore per tabacco da fiuto, in corno naturale speciale di bue.

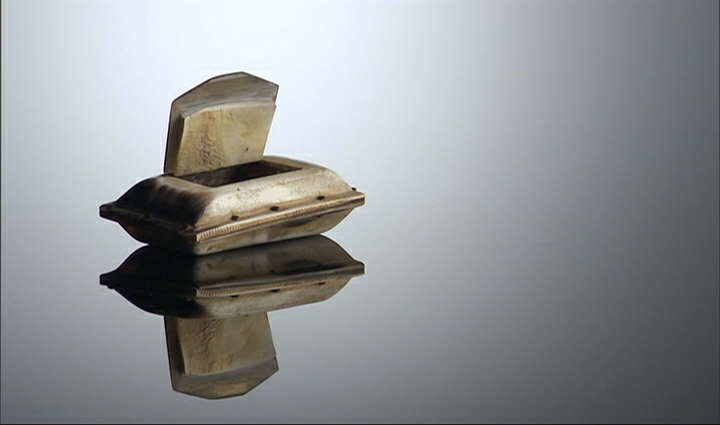
Tabacchiera in corno di bue utile a conservare il tabacco da fiuto prodotta nel 1912.

### 1938 – Primi oggetti in plexiglas
Posata insalata ovale a tortiglione: Cucchiaio e forchetta da insalata, progettata internamente e realizzata nel nuovo materiale plastico, il polimetilmetacrilato (Plexiglas).

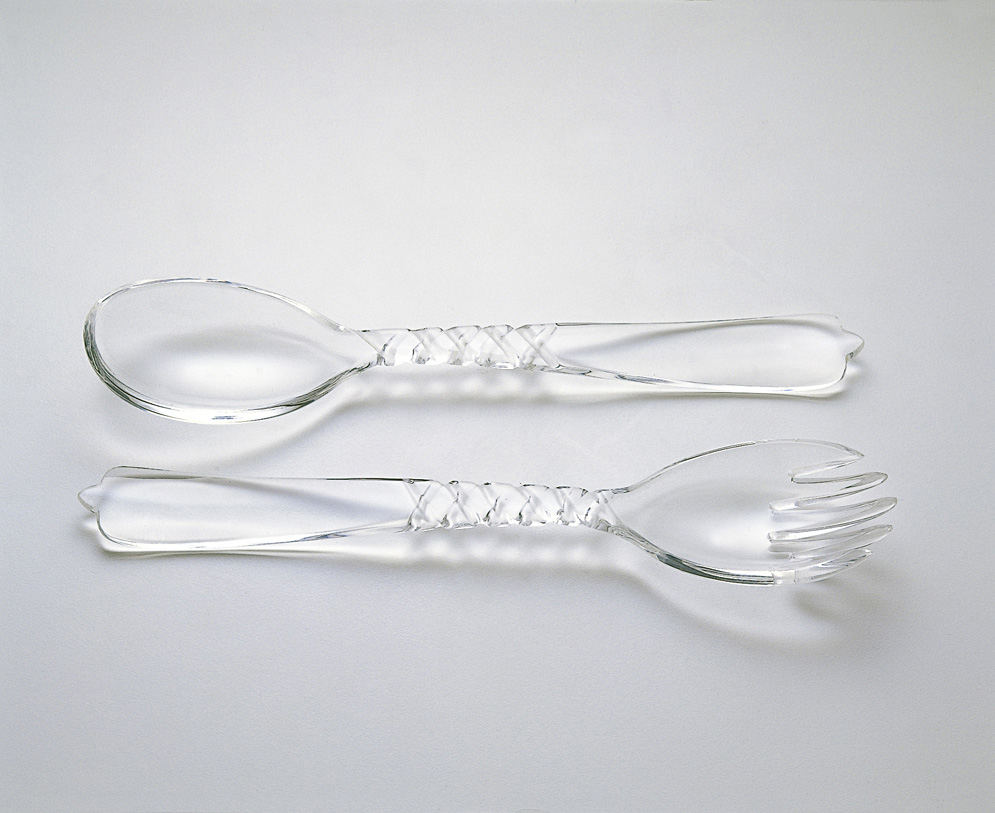
Posate a Tortiglione in plexiglas prodotte nel 1938.

### Anni '50 – Brevetto lastra bicolore
Contenitore insalata: Contenitore di forma quadrata, progettato internamente, prodotto in metacrilato bicolore opalino in varie misure e per svariati usi.

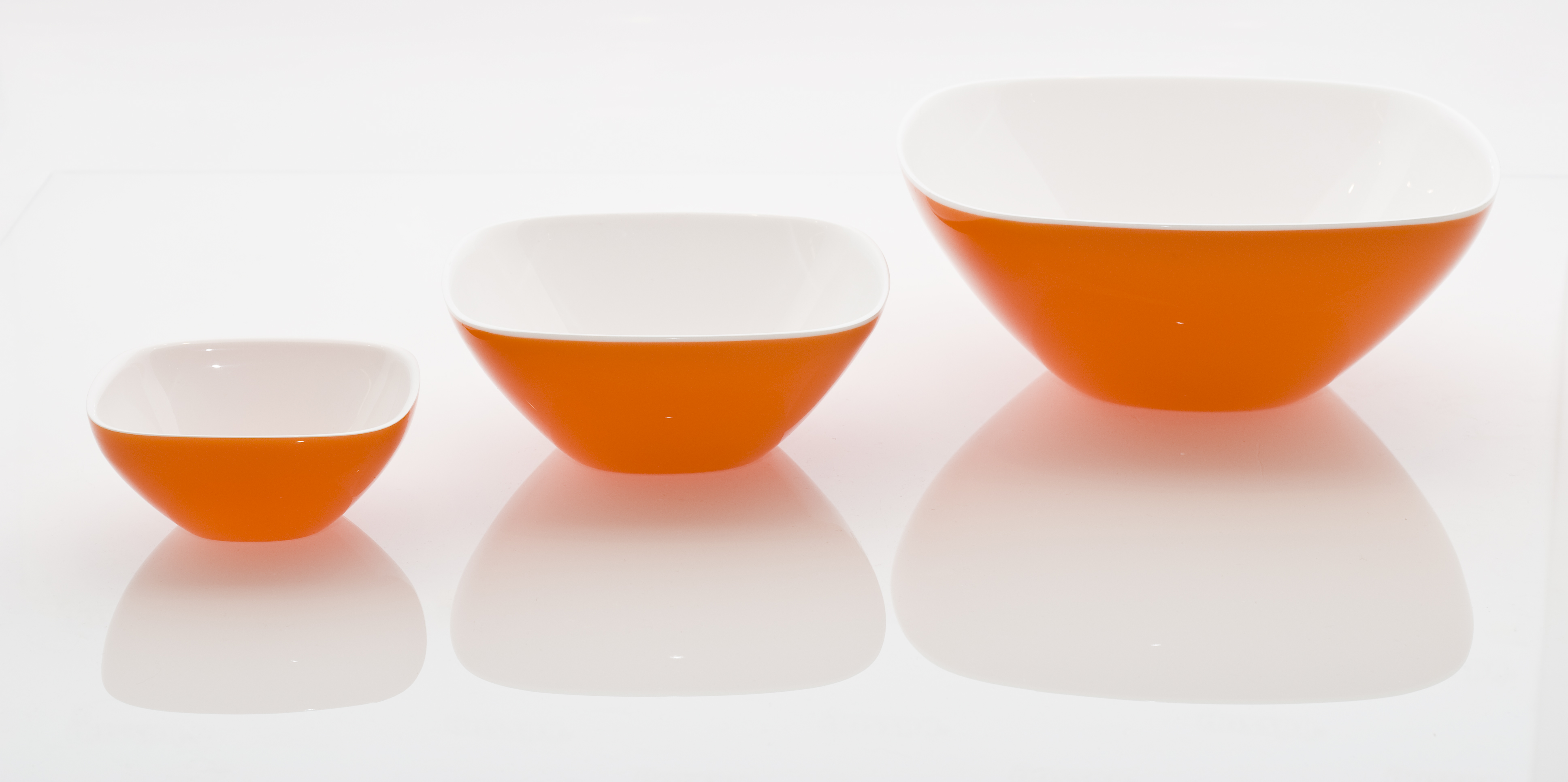
Contenitore insalata in metacrilato bicolore opalino prodotto negli anni cinquanta.

Set Whisky: Set coordinato disegnato dal designer F. Charles Joosten, composto da dieci pezzi in polimetilmetacrilato (Plexiglas).

### Anni '60 – Tecnologia del soffiaggio del tubo di metacrilato
Caraffa Riviera con manico in teak: Progettata da Giovanni Guzzini è realizzata tramite il soffiaggio d'aria compressa di un tubo di polimetilmetacrilato (Plexiglas).
Modulo quadrato: Servizio per party disegnato dalla designer Ornella Noorda, stampato da lastra in politilmetacrilato (Plexiglas) e serigrafato. Si compone di un vassoio rettangolare nel quale si inserisce un vassoio quadrato, il quale a sua volta contiene otto piccoli contenitori, sempre quadrati.
Carrello Massoni: Disegnato dall'architetto Luigi Massoni è caratterizzato da una struttura portante composta da tre elementi identici, dotati di rotelle, uniti fra loro da grossi bottoni, sulla quale sono appoggiati due contenitori tondi.

### Anni '70 – Complemento d'arredo
Vassoio letto: Vassoio-letto pieghevole multiuso disegnato dall'Architetto Luigi Massoni dotato di gambe di sostegno a scomparsa.
Tavolo Funghetto: Progettato dal designer Dick Henseky, è un piccolo tavolo in ABS richiudibile.
Pic Boll: Servizio da pic-nic per sei persone, progettato dal designer Carlo Viglino. È costituito da un involucro composto da due semisfere-contenitori al cui interno sono riposti un servizio di piatti per sei persone (piani, piatti fondi e piatti frutta), sei bicchieri, un'oliera/acetiera, una saliera e un vassoio.

### Fine anni '70 – Tecnologia dello stampaggio ad inietto-soffiaggio
Olierona Metropolitan: L'olierona viene realizzata dall'architetto Furio Minuti con la tecnologia dello stampaggio a iniezione standard che prevede, prima della fase di raffreddamento, il soffiaggio del pezzo in lavorazione; l'oggetto, non ancora solidificato, viene soffiato al suo interno con aria compressa fino al raggiungimento della forma desiderata.

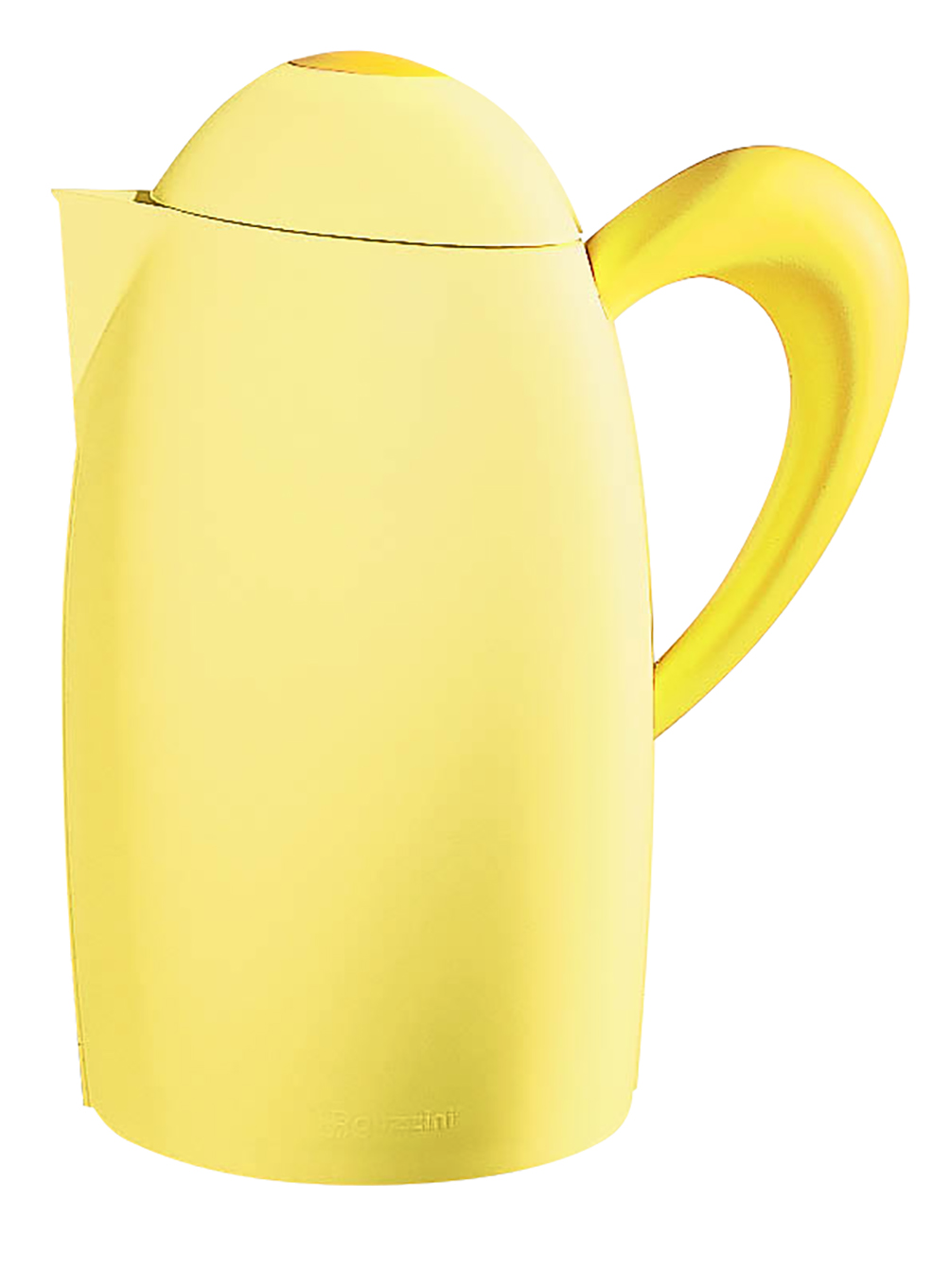
Caraffa termica Tobia con manico stampato a iniezione assistita da gas.

### Primi anni '80 – Stampaggio ad iniezione di materiale plastico bicolore
Posata insalata Line: I due elementi sono costituiti da una porzione ovalizzata incavata, raccordata a un manico composto da una parte piatta e trasparente in polimetilmetacrilato con bordi arrotondati, sulla quale s'interseca, centralmente, un fregio a rilievo, longitudinale arrotondato, realizzato in SAN. Progettato internamente.

### Anni '80 – Stampaggio ad iniezione assistita da gas
Caraffa termica Tobia: La caraffa presenta, nel particolare del manico, lo stampaggio ad iniezione assistita da gas che consiste nell'introduzione di un gas inerte all'interno della massa fusa precedentemente iniettata in uno stampo. Design Studio Angeletti Ruzza.
Chef Line: Progettata dall'architetto Bruno Gecchelin, è una collezione cucina. Realizzata in polipropilene (Moplen).

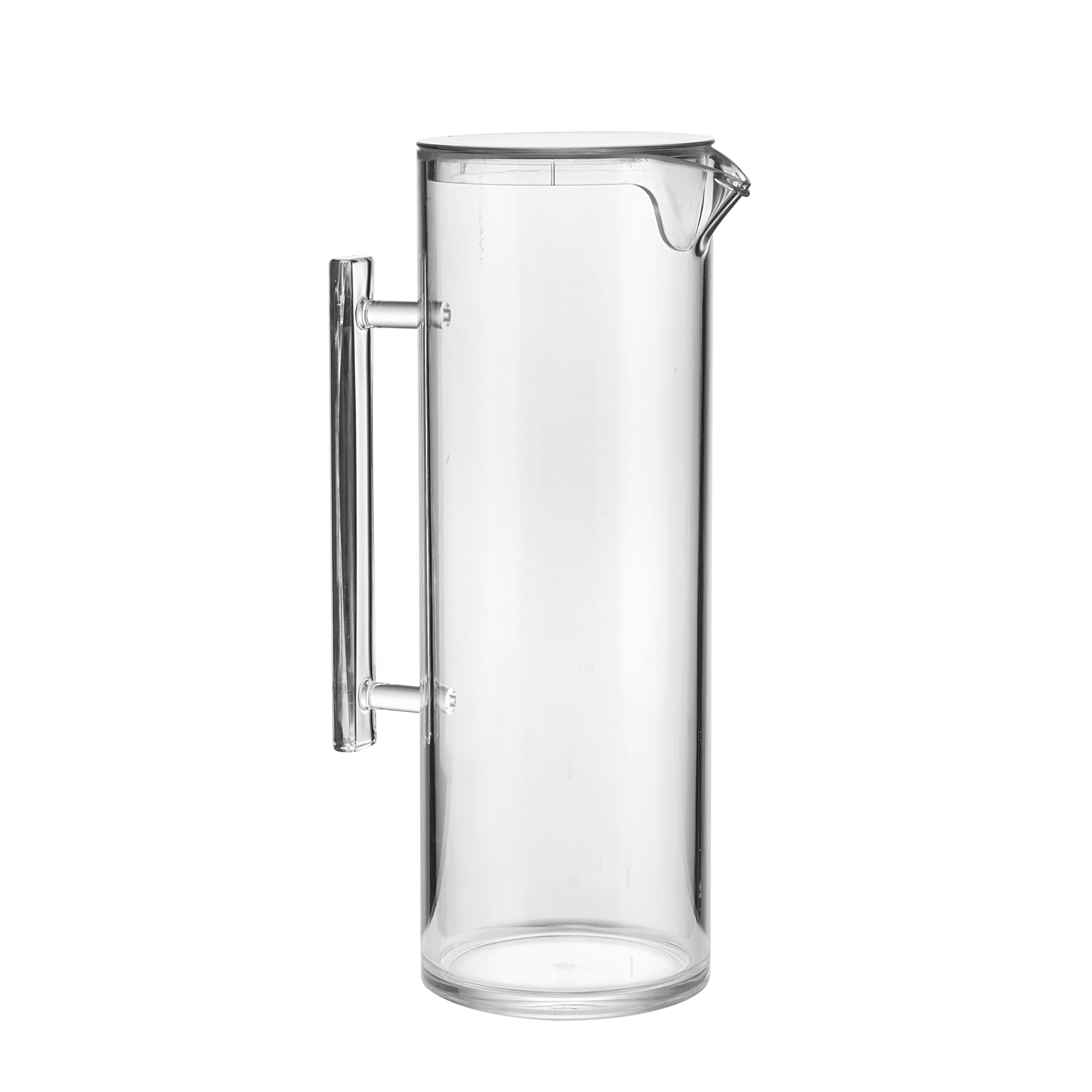
Caraffa 110

### Anni '90 – Multimaterialità
Tazzina caffè Feeling. Design Robin Levien.
Gildo – elettrodomestici: La collezione Gildo dell'architetto Dario Tanfoglio.

### Anni '00 - Materiale plastico (ABS, SAN e PMMA)
Dolly - Bilancia conica da cucina graduata con doppia scala di misura: design dell'architetto Ennio Pasini.

### 2014 - Innovazione tecnica e interpretazione di altri materiali
Design e innovazione tecnica per emulare effetti del vetro artistico.

### 2016 - Innovazione tecnologica 3 COLOR TECH
Primi oggetti  nell’ambito dei prodotti di design in materiale plastico per la casa, con effetto tricolore.

## Premi
- Premio Compasso d'Oro ADI 1991
- Menzione d'onore Compasso d'Oro 2011 ADI con Bottiglia Laurisia
- 7 Segnalazioni ADI Design Index
- Design Plus 2002 con Bilancia da cucina Grammy (design Marc Sadler)
- Design Plus 2009 con Caraffa Happy Hour (design Guzzini Lab)
- Design Plus 2010 con Centrifuga insalata Lulù (design Dario Tanfoglio)
- Premio IF 2004 con Bilancia Grammy (design Marc Sadler)
- Premio IF 2006 con Caraffa Happy Hour (design Guzzini Lab)
- Premio IF 2009 con Centrifuga insalata Latina (design Dario Tanfoglio)
- Museum of Contemporary Art – MCA Chicago
- Premio Beverage Innovation Awards 2009 con Stille di Acqua Lurisia Miglior bottiglia in vetro dell'anno (design Sottsass e Associati)
- Premio Compasso d'Oro ADI 2004 con Spremiagrumi Latina (design Lorenzo Gecchelin)
- 16 Segnalazioni Compasso d'Oro ADI
- Premio Red Dot design award 2009 con Portabiancheria Ninfea (design Roberto Giacomucci) e Ceppo coltelli Latina (Angeletti Ruzza)
- Premio Red Dot design award 2014 con Spatola e Pinza My Kitchen (design Continuum)
- Premio Goodesign 2003
- Premio Goodesign 2009 con Portabiancheria Ninfea (design Roberto Giacomucci)
- Premio Goodesign 2014 con utensilerie My Kitchen (design Continuum)
- V&A Victoria and Albert Museum – Londra
- MoMa Museum of Modern Art – New York

## Archivio
L'Archivio-Galleria Guzzini, è stato istituito nel 1995 con lo scopo di salvaguardare il patrimonio culturale e la documentazione storica delle tre aziende (Fratelli Guzzini, 1912, iGuzzini illuminazione, 1958, e Teuco, 1972), e in generale delle imprese del territorio recanatese, dove il gruppo opera dal 1912. Comprende, essenzialmente, tre fondi principali: iGuzzini illuminazione spa di Recanati (estremi cronologici: 1959 - 2004); Luigi Massoni, architetto e designer che ha dato un importante contributo allo sviluppo del design nel territorio marchigiano  (estremi cronologici: 1967 - 1996); Sirrah srl (estremi cronologici: 1968 - 2004).